# Live in Texas
Live in Texas je název první živé nahrávky koncertu kapely Linkin Park, který byl pořízen v Texasu na turné tří skupin: Linkin Park, Limp Bizkit a Metallica. Koncert se konal 18. listopadu 2003.
Produkce: Josh Abraham

## Seznam písní

### DVD Tracklist
1. "Don't Stay"
2. "Somewhere I Belong "
3. "Lying from You"
4. "Papercut"
5. "Points of Authority"
6. "Runaway"
7. "Faint"
8. "From the Inside"
9. "Figure.09"
10. "With You"
11. "By Myself "
12. "P5hng Me A*wy"
13. "Numb "
14. "Crawling"
15. "In the End "
16. "A Place for My Head"
17. "One Step Closer "
18. "Session"

### CD Tracklist
1. "Somewhere I Belong" – 3:39
2. "Lying from You"– 3:09
3. "Papercut"– 3:09
4. "Points of Authority" – 3:30
5. "Runaway" – 3:09
6. "Faint" – 2:49
7. "From the Inside" – 3:00
8. "Pushing Me Away" – 5:05
9. "Numb" – 3:09
10. "Crawling" – 3:29
11. "In the End "– 3:29
12. "One Step Closer"– 3:39